# Gwenved
Pour les articles homonymes, voir Gwenwed.
 (avril 2008).
Si vous disposez d'ouvrages ou d'articles de référence ou si vous connaissez des sites web de qualité traitant du thème abordé ici, merci de compléter l'article en donnant les références utiles à sa vérifiabilité et en les liant à la section « Notes et références ».
Gwenved ou Gwenwed est littéralement le « Monde Blanc ».
Cercle de la félicité et de la plénitude, il est le dépassement du cycle des incarnations symbolisé par Abred, seuls les hommes sages peuvent parvenir au monde blanc.

Dans la croix celtique, ce cercle est le plus petit (diamètre 9), au centre de la croix.